# Master Motor Car Company
Master Motor Car Company war ein US-amerikanischer Hersteller von Automobilen.

## Unternehmensgeschichte
Das Unternehmen wurde Anfang 1917 in Cleveland in Ohio gegründet. Beteiligt waren Perry J. Eubanks, S. J. Kornhauser, Milton R. Slocum, Fred G. Theuer und Alfred Whiteworth. Sie begannen mit der Produktion von Automobilen. Der Markenname lautete Master. 1918 endete die Produktion. Insgesamt entstanden nur wenige Fahrzeuge.
Es bestand keine Verbindung zu Master Trucks aus Chicago, die von 1917 bis 1929 Nutzfahrzeuge herstellten.

## Fahrzeuge
Das einzige Modell hatte einen Sechszylindermotor mit 100 PS Leistung. Zur Wahl standen Runabout, Tourenwagen und Limousine. Der Neupreis betrug 5000 US-Dollar.